# Affumicatore

L'Affumicatore è un attrezzo utilizzato in apicoltura per tranquillizzare le api durante le fasi di visita delle famiglie. Si tratta di un cilindro di metallo dotato di un soffietto per immettere aria nel cilindro ed un beccuccio per far fuoriuscire fumo. 

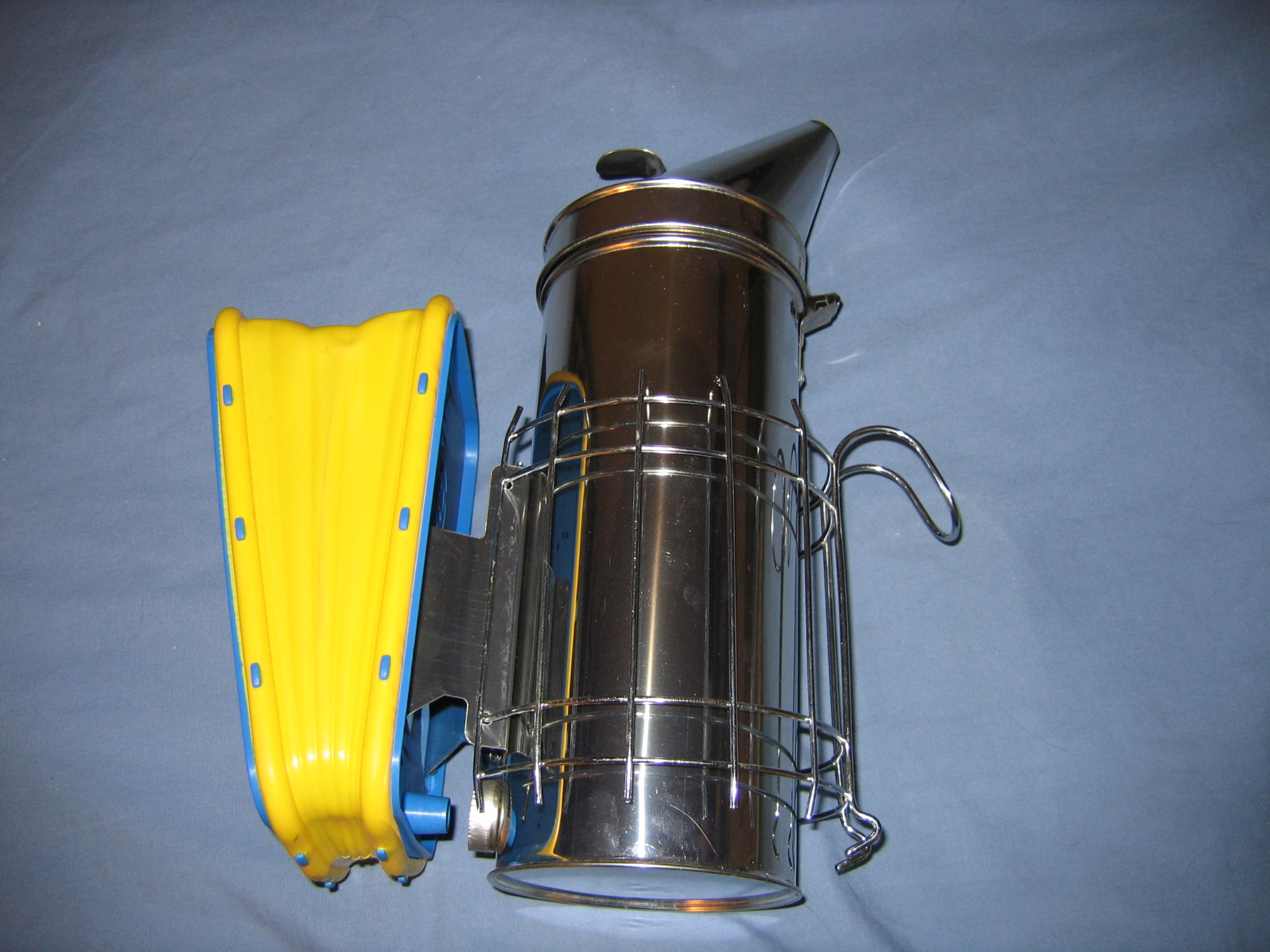

L'apicoltore vi inserisce del materiale combustibile (come ad esempio il tessuto di Juta grezzo, materiale vegetale secco, ecc.), lo accende e lo chiude in modo che la combustione avvenga senza fiamma e produca fumo.
Il principio alla base dell'utilizzo dell'affumicatore e quello dell'atavica paura delle api per il fuoco: in presenza di un incendio le api, spaventate, tendono a riempirsi il più possibile di scorte alimentari fino al punto di essere satolle e quindi più tranquille.